# Земљопис и повјесница Босне
„Земљопис и повјесница Босне“ (у оригиналу Zemljopis i poviestnica Bosne) дјело је Ивана Фрање Јукића, које је написао у Варцар Вакуфу (данашњем Мркоњић Граду) 1850. године под псеудонимом Славољуб Бошњак, а штампао његов пријатељ Људевит Гај о свом трошку у Загребу 1851. Ова књига је дуго сматрана једним од најзначајнијих извора за проучавање географских карактеристика и историје Босне.
Књига има два главна дијела: Земљопис (до 79. странице) и Догодопис (од 80. до 154. странице), којима је додат као прилог Надоставак који броји десет страна.
У првом дијелу се говори о границама Босне, планинама, језерима, ријекама, путевима, трговини, порезима, становништву, вјери, обичајима, празновјерју итд. Јукић је такође писао и о особеностима Херцеговине, али у далеко мањој мјери. Други дио књиге говори о поријеклу Босанаца, о босанским бановима и краљевима, о пропасти средњовјековног босанског краљевства, о Османлијама и настојањима да се Босна ослободи од њихове власти. За писање овог дијела Јукић је користио доступну историјску литературу тога времена, дјела дубровачких љетописаца и хроничара, али се ослањао дјелимично и на народна предања. У Догодопису он говори о 19 банова и 7 краљева, од којих се неки не спомињу у другим историјским списима. Осим тога, аутор је користио и друге мање поуздане изворе и на основу њих извлачио закључке. Због овога су се јављале грешке у хронологији, а многи дијелови књиге се са данашњег становишта сматрају необјективним. Ипак, ово дјело је у науци Босне и Херцеговине било први модерни спис о историји средњовјековне Босне и дешавањима у 19. вијеку.
Надоставак садржи „Жеље и молбе кристјанах у Босни и Херцеговини, која понизно приказује његовом царском величанству сретновладајућем султану Абдул-Меџиду“. Тај дио садржи 28 тачака у којима Јукић анализира тежак положај народа у БиХ и тражи привредне, културне, политичке и социјалне реформе. Овоме су приподата „Изјашњења“, у којима се коментаришу претходно изнијети ставови. Овај документ је, између осталог, био један од разлога за Јукићево хапшење 17. јануара 1852. у Сарајеву и његово заточеништво и протјеривање из Босне.